# Parafia św. Maksymiliana Marii Kolbe w Waplewie Wielkim
Parafia św. Maksymiliana Marii Kolbe w Waplewie Wielkim – parafia rzymskokatolicka w diecezji elbląskiej. Erygowana w 1 lipca 1990 przez biskupa warmińskiego Edmunda Piszcza.
Parafia została wydzielona z parafii w Starym Targu. Do 1992 należała do diecezji warmińskiej. 25 marca 1992 została włączona do diecezji elbląskiej.
Na obszarze parafii leżą miejscowości: Waplewo Wielkie, Waplewko, Brzozówka, Ramoty, Tulice i Waplewo-Osiedle. Tereny parafii znajdują się w gminie Stary Targ, w powiecie sztumskim, w województwie pomorskim.

W 2006 parafia liczyła około 1300 wiernych.
Kościół parafialny w Waplewie Wielkim powstał w 1873 jako eklektyczna kaplica grobowa rodziny Sierakowskich, których pałac znajduje się w tej miejscowości. We wnętrzu barokowe ołtarze oraz gotycka rzeźba Madonny.

## Proboszczowie parafii
- 1990–1993: ks. Wiesław Paradowski
- 1993–2007: ks. Jerzy Karwat
- 2007–2009: ks. kanonik Wacław Karawaj
- 2009–2014: ks. kanonik Tomasz Gańko
- 2014–2023: ks. Arkadiusz Borzyszkowski
- od 2023: ks. Michał Bik (do 2024 jako administrator)